# 天裝戰隊護星者
《天裝戰隊護星者》（原題：天装戦隊ゴセイジャー）是由日本東映製作的《超級戰隊系列》第34部特攝作品，於2010年（平成22年）2月14日至2011年2月6日期間每週日上午7時30分在朝日電視台首播。
香港無綫電視翡翠台和台灣東森幼幼台於《侍戰隊真劍者》播映完畢後罕有地略過本作，而直接播出《海賊戰隊豪快者》，台灣後來亦沒有播出《手裏劍戰隊忍忍者》和《宇宙戰隊九連者》，香港亦沒有播出《動物戰隊獸王者》和《爆上戰隊奔奔者》。

## 本作特色
- 本作為首部採用「天使」作為主題的戰隊作品。
- 本作為2010年代首部《超級戰隊系列》作品。
- 本作是《超級戰隊系列》首部使用卡片的作品。
- 本作的造型是以傳說生物為代表，稱之為「護星天使」。
- 本作繼《魔法戰隊魔法連者》後，睽違5年後再次以粉紅色戰士設定為最年長的女性初期成員。
- 本作繼《未來戰隊時間連者》和《魔法戰隊魔法連者》後再次在劇中出現在同一組合之下擁有兩種機器人形態的巨大機器人[2]。
- 本作初期成員和追加戰士顔色組合與4年前的《轟轟戰隊冒險者》完全相同。
- 本作繼《星獸戰隊銀河人》第二次採用「騎士」作為追加成員設定。
- 服裝造型上：此戰隊的服裝造型與近年各戰隊相比，趨向80年代的復古華麗風格，服裝為白襯底，外搭各自屬性顏色的緊身外衣，靴子與頭盔。
- 本作為《超級戰隊系列》第一次出現「惡役交替」的現象，早在《特搜戰隊刑事連者》時，便已經出現了不屬於一個組織的敵役，但嚴格來講沒有形成組織；《轟轟戰隊冒險者》時已經出現了多個組織，但本作是第一次出現惡役組織崩潰後，下一個惡役組織再出現的劇情橋段。

## 故事概要
降临地上界的五位年轻的實習护星天使，操纵着护星卡片、天装术以及护星铳、护星机等诸多不可思议的力量，守护地球和芸芸众生是他们的使命。
這五位护星天使奉命暫離天之塔，來到人間實習。然而，天之塔某日突然遭到了破壞...破壞的元兇居然是來自宇宙界的邪惡軍團，“宇宙虐滅軍團War Star（戰星）”而且破壞天之塔之後，便開始宣示要支配地球，消滅地球上的所有生命。
护星天使所持有的力量有操纵风、雷、阳光的天空力量（SKYIC POWER），有操纵重力、磁力、熔岩以及植物生命力的大地力量（LANDIC POWER），还有操纵海洋、河川、漩涡以及雨水的海洋力量（SEAIC POWER），这些是IC POWER的三种属性，护星天使与生俱来得具备着其中之一。他們分别被誉为：
“闪耀的 SKYIC POWER（天空力量）”　SKYIC一族（天空一族），性格樂觀開朗，
“勇猛的 LANDIC POWER（大地力量）”　LANDIC一族（大地一族），性格熱血好勝，
“敏锐的 SEAIC POWER（海洋力量）”　SEAIC一族（海洋一族），性格認真踏實。
這些憑著三族力量的五位年輕人，他們也要守護人類與地球的安全，絕對要消滅這些外來的宇宙侵略者，阻止他們的野心，於是『天裝戰隊護星者』正式成軍。

## 登場人物

### 護星天使 GOSEI ANGELS
阿拉塔／ 護星紅
演：千葉雄大
「嵐的空族力量」。空族護星天使，從小與繪里一起長大，性格樂天喜爱空想，不易受他人意見左右。擁有與生俱來的觀察力，能够瞬间看穿事物的本質以及問題的解决方法。在戰場上充满着勇氣，有種堅毅不放棄的決心來面對種種挑戰，與天知望初遇後便成為他們的秘密之友。從小喜歡繪里，不擅長繪畫。
繪里／ 護星粉紅
演：佐藤里香
「吹拂的空族力量」。空族護星天使，她與阿拉塔從小一起長大，也是個開朗樂觀的女孩，待人處世寬容。用熱情積極來看待棘手的問題與難纏的敵人，具備永不服輸的自信。拥有出色的判断力，在護星者等於是副隊長般，溫柔善待的大姊姊。
亞久力／ 護星黑
演：濱尾京介
「岩石的陸族力量」。陸族護星天使，他是個自我堅持己見的熱血漢子，卻看不過去的事情都要主動出擊，雖然他自稱天才，但事實卻總是在背後默默努力著，論他的力氣是陸族中最強的。
茉內／ 護星黃
演：丹羽未來帆
「萌芽的陸族力量」。陸族護星天使，她是亞久力的同族胞妹，個性刁蠻直率，無所畏懼，與亞久力的性格相同，她也是一個活潑積極的善良女孩。
海斗／ 護星藍
演：小野健斗
「怒濤的海族力量」。海族護星天使，他是唯一的海族代表（因為瑪基斯戰死了），他總是擔起著五人最具壓軸的角色，有著沉著冷靜的作戰分析與領導能力，就像是護星者的隊長般。
瑪基斯／ 護星綠
演：伊藤陽佑
出現於Epic 10。與海斗一同到地球實習的拍擋，不過在很早前就戰死了。
 護星騎士
聲：小西克幸
「以淨化地球為宿命的騎士」，Epic 17開始登場。護星騎士本身並不是護星天使，而是上一代護星天使所使用套首之一的「雄獅套首」。在上代護星天使封印幽魔獸作戰中和敵人同歸於盡而沉睡於深海中，直到因幽魔獸的封印解除而覺醒，因多年以來吸收了地球的天地精華能量，而令自身得以復原外更奇蹟可轉化為人形，成為護星騎士。
起初的護星騎士和主角五子並不咬弦，甚至鄙視，更認為人類可惡無視他們的價值，但慢慢被主角五子所感化，認同了他們而成為他們強力的的後盾。

### 其他角色
戴塔斯
聲：宮田幸季
於Epic 4出場，為護星界Master Head送到地球的支援機器人，平常時會以電腦形態待機，有時亦會以小機械人形態活躍於故事中，到Epic 11獲得新力量及套首巨大化為DatasHyper，和護星者共同作戰。
天知 望（あまち のぞむ）
演：中村咲哉
天知秀一郎的兒子，在認識阿拉塔以前，個性消極，自從與阿拉塔他們相遇之後，個性開始慢慢變化。
天知 秀一郎（あまち しゅういちろう）
演：山田路易53世
民間天文學者。自創「天知天文研究所」，個性爽朗，自信滿滿的天文學者，望的父親。
其他登場作品：《海賊戰隊豪快者》第50話。

## 反派角色

### 宇宙虐滅軍團War Star
毁灭各种各样的星球的军团，为了毁灭地球，派出宇宙人去破坏，在epic 16崩溃。剧场版中和幽魔兽合作，其目的就是为了抢夺大灭亡的角笛，然后利用此解除恶意的封印，迸出火柱和水柱毁灭地球。其新首领和新干部也与剧场版被一举消灭。另外，WarStar的名字为知名的科幻电影《星球大战》的原文Star Wars和日文译名スター・ウォーズ的变体。
- 惑星之大王蛾・德雷古（CV：飯塚昭三）

宇宙虐滅軍團War Star的首領。外型為一隻巨大合翅的飛蛾，其秘密型態從未正式露面，卻在War Star被護星者擊垮的前夕被手下慧星之布雷多蘭親眼目睹。絕技有行星炸彈等，具有著強大的摧毀力，在epic 15時被炸死。其名德雷古为知名电影Star Trek 星际迷航星艦奇航記日文译名的重组字
- 流星之迪勒布塔（CV：小山力也）

身體是猛禽的形態，手上有像螳螂般的鐮刀，性格狂暴且好鬥，絕技是流星彈。在epic 12時和大王蛾・德雷古一起聯手消滅地球，後來德雷古自己先撤退，而後來被超級護星巨人給打敗，而在epic16再次出現，並且向Arata單挑，但最後還是被打敗。其名迪勒布塔為知名科幻片終極戰士Predator的日文譯名プレデター的重組字。
- 彗星之布雷多蘭（CV：飛田展男）

藍銀相間的外星生物，個性冷靜忠誠，有著過人的智慧和知識，並利用地球上所有生命體的疾病和毒液提煉並開發出了微微蟲，其功用可將戰敗邊緣的生物瞬間巨大化以提升戰鬥能力，事實上卻是救星主之未來世紀在War Star第一分身。其名布雷多蘭為知名科幻片銀翼殺手Blade Runner日文譯名银翼杀手的重組字。造型来自角蝉。
- 超新星之乔天佑（CV：柴田秀勝）

War Star 的新首領(只有在劇場版天装战队护星者Epic on the Movie出現)，用一把大刀做武器，基本色调为绿色，乔天佑来自电影《伊奧船長》的日文译名キャプテンEO重组得来。造型来自螽斯。
- 明星之低音巴尔托（CV：島田敏）

War Star 的幹部(只有在劇場版天装战队护星者Epic on the Movie出現)，个性幼稚化，基本色调为橙色。低音巴尔托来自电影《末日救未来》（Deep Impact）的日文译名ディープ・インパクト重组。造型来自突眼蝇。
- 犀星のドルンパス

只有在「天装戦隊ゴセイジャー 天奏音楽館1」出現的星人，其名源自於電影《星河戰隊》。

### 地球犠獄集團 幽魔獸
幽魔獸為天裝戰隊護星者的第二階段惡役角色。和War Star的目的不同，它们只是单纯地污染人类世界，想将世界变为一个能适合它们生存的肮脏世界，并且据为己有。幽魔獸的設定是以各種傳說中的神秘生物為根基，和War Star的命名設定一样，幽魔獸的惡役角色命名皆以知名電影的日文片名加以重組，恐怖，惊悚電影片名也常被選用。宇宙虐滅軍團War Star的彗星之布雷多蘭只是臥底的身分，而他的真實身分即是幽魔獸的成員之一，亦是救星主之未來世紀在幽魔獸的第二分身，其名源自於電影地獄魔獸。
- 海浮肉の膜(マク)イン（CV：茶風林）

其名源自於電影幽浮魔點 幽浮魔點 幽浮魔點，造型来自蚯蚓。
- 大腳の筋(キン)グゴン（CV：高口公介）

其名源自於電影金剛 King Kong キング・コング，造型来自捕鳥蛛。
- 卓柏卡布拉の武(ブ)レドラン（CV：飛田展男）

救星主之未來世紀在幽魔獸的第二分身，造型来自蚰蜒。
- ポルターガイストのビートゥース

只有在《天装戦隊ゴセイジャー 天奏音楽館3 ミラクル&ワンダーエピック》出現的幽魔獸，其名源自於電影《陰間大法師》。

### 機械禦鏖帝国Matrintis（馬特林提斯）
天裝戰隊護星者的第三階段惡役角色。原本是因為4500年前因地殼變動而沉沒大海的古代文明，利用剩下的研製機器人為Robogōgu來重振帝國，並且一心想統治地球和人類。似乎有好好研究過Warstar和幽魔獸，甚至是護星者。名字的由来是《黑客帝国》（The Matrix） マトリックス和亞特蘭提斯（亚特兰蒂斯）亚特兰蒂斯的日文译名重组。
- 10（Ten）才[5]之機械（Robo）戰警（CV：小杉十郎太）

機械帝國的皇帝，有四只眼睛，原本為一位古代科學家，改造自己成機械人，最終敗給護星者，原本有復活細胞可重新復活，但卻被已恢復所有記憶的ブレドRUN給破壞，被ブレドRUN的飛彈炸死，被炸死前意識到ブレドRUN的真面目。造型方面来自一种叫蝦子的动物，名字方面（机械过库是来自于《机械战警》機器戰警 (1987年電影)）的日文译名重组。
- 生意代理（Agent）之金属（Metal）Ace（CV：井上麻里奈）

１０（Ten）才之機械戰警所製造出的個人秘書，拿着類似IPad的装置，還可以變成刀。最後自爆後重傷之際被ブレドRUN殺害。造型方面来自一种属于海星的陽燧足，金属（Metal）这个名字方面来自《大都会》（大都市）的日語重组。
- サイボーグのブレドRUN（CV：飛田展男）

由卓柏卡布拉の武(ブ)レドラン改造而成，亦是救星主之未來世紀在Matrintis的第四分身，造型方面来自菊石。

### 地球救星計畫
由救星主之未來世紀所率領的私人軍隊，而其手下的名字全部都來自於奇幻電影。
- 救星主之未來世紀（CV：飛田展男）

布雷多蘭的真面目，為遠古時代封印幽魔獸的護星天使，亦是護星騎士使用者，因使用天使的生命來封印幽魔獸原因而受到懲罰，在忍無可忍情況下使用不完善的天裝術，失去護星天使面貌而到人間界。之後利用War Star、幽魔獸與Matrintis來幫自己完成地球救星計畫。最後被天裝紅斬成兩半，死前利用最後的黑暗力量破壞世界，最終仍被護星者成功阻止。
名字來自於電影《妙想天開》。
於35週年紀念作《豪快者 護星者 超級戰隊199英雄大決戰》中透過黑十字王的力量以黑十字軍的方式重新復活，最後被豪快王、護星巨人打倒。
- グランディオンヘッダーのダーク・ゴセイナイト（CV：小西克幸）

名字來自於電影《黑暗騎士》。

### 外道眾
只有在劇場版《天裝戰隊護星者VS真劍者 Epic on 銀幕》出現
- 血祭のブレドラン（CV：飛田展男）

救星主之未來世紀在外道眾的第三分身，並成為外道眾的新首領，造型混合了毘沙門天及蟻獅
- 骨のシタリ（CV：長島茂）

造型混合了福祿壽及烏賊

## 護星者和護星騎士裝備
| 護星者   | 個人專用卡片                                                                    | 變身裝置 | 個人專用槍        | 個人專用護星套首                                   | 個人專用武器    | 種族專用卡片                                                                                       |
| -------- | ------------------------------------------------------------------------------- | -------- | ----------------- | -------------------------------------------------- | --------------- | -------------------------------------------------------------------------------------------------- |
| 護星紅   | 護星紅變身卡 護星機體卡 勝利充裝卡 超級護星紅變身卡 奇蹟勝利充裝卡 火焰龍捲風卡 | 天裝置   | 護星麥克風 龍首槍 | 龍套首 空族同胞套首 奇蹟龍套首 鳥套首 奇異同胞套首 | 空族劍 護星天劍 | 雙重龍捲卡 閃電雷鳴卡 旋風移動卡 微風驅動卡 記憶飛空卡 防禦風暴卡 空族同胞卡 反射白雲卡            |
| 護星粉紅 | 護星粉紅變身卡 護星機體卡 勝利充裝卡 超級護星粉紅變身卡 奇蹟勝利充裝卡          | 天裝置   | 護星麥克風 鳳首槍 | 鳳套首 空族同胞套首 奇蹟鳳套首 甲蟲套首            | 空族槍 護星天劍 | 雙重龍捲卡 閃電雷鳴卡 旋風移動卡 微風驅動卡 記憶飛空卡 防禦風暴卡 空族同胞卡 反射白雲卡            |
| 護星黑   | 護星黑變身卡 護星機體卡 勝利充裝卡 超級護星黑變身卡 奇蹟勝利充裝卡              | 天裝置   | 護星麥克風 蛇首槍 | 蛇套首 陸族同胞套首 奇蹟蛇套首 鱷魚套首            | 陸族斧 護星天劍 | 岩石衝突卡 火花震動卡 植物生長卡 記憶埋葬卡 防禦石頭卡 陸族同胞卡 反射石英卡                       |
| 護星黃   | 護星黃變身卡 護星機體卡 勝利充裝卡 超級護星黃變身卡 奇蹟勝利充裝卡              | 天裝置   | 護星麥克風 虎首槍 | 虎套首 陸族同胞套首 奇蹟虎套首 大象套首            | 陸族爪 護星天劍 | 岩石衝突卡 火花震動卡 植物生長卡 記憶埋葬卡 防禦石頭卡 陸族同胞卡 反射石英卡                       |
| 護星藍   | 護星藍變身卡 護星機體卡 勝利充裝卡 超級護星藍變身卡 奇蹟勝利充裝卡              | 天裝置   | 護星麥克風 鯊首槍 | 鯊套首 海族同胞套首 奇蹟鯊套首 海豚套首            | 海族弩 護星天劍 | 噴射水分卡 水分晶體卡 冰霜凍結卡 海市蜃樓卡 記憶清除卡 防禦溪流卡 海族同胞卡 反射清除卡            |
| 護星騎士 | 雄獅套首變身卡 護星騎士變身卡 護星機體卡 勝利充裝卡                             | 獅子裝置 | 獅子雷射槍        | 雄獅套首 火神套首 騎士同胞套首                     | 獅子雷射劍      | 騎士同胞卡 雙重龍捲卡 閃電雷鳴卡 岩石衝突卡 火花震動卡 噴射水分卡 冰霜凍結卡 凍結驅動卡 三角全球卡 |

### 天装卡盒

#### 護星卡片
为了让护星天使能够自由使用护星力量而诞生的系统“天装”
烙印着护星力量的纸片护星卡片
解放该力量的装置天装卡盒
将护星卡片插入天装卡盒解放出来的物质被称为“天装”
利用天装引发出超常现象的手段被称为“天装术”

#### 護星槍
護星者持有的共通武器
装着利用天装术召唤而来的护星槍首以激活各自的属性特征
使得释放其用以攻击变为可能
协助護星天使在地上执行任务的“護星生物”
属性相同的護星天使所属的護星生物并不相同
平时沉睡在秘密的岛屿户田岛上

#### 護星麥克風
護星者持有的共通武器（限定片尾曲「ガッチャ☆ゴセイジャー TYPE 2 REMIX」跳舞樂器）
簡單的格鬥武器使用
其他功能跟护星槍相同

#### 護星盔甲
（使用奇蹟勝利充裝卡變身超級護星天使模式的護星盔甲)
所有傷害無效化

#### 護星天劍
護星者持有的共通武器（使用奇蹟勝利充裝卡變身超級護星天使模式手持性共通武器）
劍刃可以伸長傷害對方
配合護星槍共通武器來使用
配合護星麥克風共通武器來使用
配合個人專用武器來使用
其他功能跟護星槍相同

## 護星機械

### 護星龍
龍套首與客機轉變而來的，護星巨人的軀體。
【高度】16.5公尺
【寬度】18.3公尺（兩翼寬度：61.4公尺）
【長度】60.7公尺
【重量】1000公頓
【速度】1.2馬赫
【動力】500萬馬力

### 護星鳳
鳳套首與戰鬥機轉變而來的，護星巨人的左手。
【高度】10.5公尺
【寬度】14.5公尺
【長度】20.8公尺
【重量】200公噸
【速度】1馬赫
【動力】100萬馬力

### 護星蛇
蛇套首與高速列車轉變而來的，護星巨人的右腳和右腿膝蓋上的部分。
【高度】11.2公尺
【寬度】7.5公尺
【長度】60.3公尺
【重量】500公噸
【速度】每小時400公里
【動力】300萬馬力

### 護星虎
虎套首與推土機轉變而來的，護星巨人的左腳膝蓋下的部分。
【高度】11.2公尺
【寬度】8.7公尺
【長度】28.6公尺
【重量】400公噸
【速度】每小時300公里
【動力】200萬馬力

### 護星鯊
鯊套首與潛水艇轉變而來的，護星巨人的右手。
【高度】10.5公尺
【寬度】10.8公尺
【長度】30.0公尺
【重量】200公噸
【速度】150節
【動力】100萬馬力

### 神秘同胞
外觀像鴕鳥的護星機械，背上背著彩蛋，於Epic 13登場。
【高度】24.5公尺
【寬度】13.8公尺
【長度】22.4公尺
【重量】400公噸
【速度】每小時800公里
【動力】200萬馬力

### 大地雄獅
大地雄獅套首與砂石車轉變而來的，護星大地的軀體。
【高度】25.5公尺
【寬度】33.0公尺
【長度】37.0公尺
【重量】1500公噸
【速度】每小時600公里
【動力】800萬馬力

### 滄海雄獅
滄海雄獅套首與郵輪轉變而來的，護星大地的右腳。
【高度】11.4公尺
【寬度】8.9公尺
【長度】30.0公尺
【重量】500公噸
【速度】每小時160公里
【動力】300萬馬力

### 天空雄獅
天空雄獅套首與飛艇轉變而來的，護星大地的左腳。
【高度】12.6公尺
【寬度】22.9公尺
【長度】30.9公尺
【重量】500公噸
【速度】1馬赫
【動力】300萬馬力

## 天裝合體

### 護星巨人
由護星龍、護星鳳、護星蛇、護星虎、護星鯊合體的機器人。
【高度】44.0公尺
【寬度】33.5公尺（兩翼寬度：61.4公尺）
【厚度】25.5公尺
【重量】2300公噸
【速度】行走時：每小時400公里
飛行時：每小時800公里
【動力】1200萬馬力

### 海族護星巨人
由護星巨人、鋸鯊套首、錘鯊套首、魟套首合體的機器人。
【高度】50.2公尺
【寬度】33.5公尺（兩翼寬度：61.4公尺）
【厚度】25.5公尺
【重量】2520公噸
【速度】160節
【動力】1300萬馬力

### 陸族護星巨人
由護星巨人、暴龍套首、犀牛套首、鍬套首合體的機器人。
【高度】50.3公尺
【寬度】33.5公尺（兩翼寬度：61.4公尺）
【厚度】25.5公尺
【重量】2520公噸
【速度】每小時700公里
【動力】1300萬馬力

### 空族護星巨人
由護星巨人、鴉套首、雄鷹套首、翼龍套首合體的機械人。
【高度】55.9公尺
【寬度】33.5公尺（兩翼寬度：61.4公尺）
【厚度】25.5公尺
【重量】2520公噸
【速度】1馬赫
【動力】1300萬馬力

### DatasHyper
由Datas獲得新力量及套首巨大化的機器人。
【高度】48.0公尺
【寬度】33.0公尺
【厚度】17.0公尺
【重量】2100公噸
【速度】每小時500公里
【動力】1100萬馬力

### 超霸護星巨人
由護星巨人、空族同胞、陸族同胞、海族同胞、DatasHyper合體的機械人。
【高度】61.4公尺
【寬度】33.5公尺（兩翼寬度：61.4公尺）
【厚度】37.0公尺
【重量】5060公噸
【速度】每小時500公里
【動力】2600萬馬力

### 神秘護星巨人
由護星巨人、神秘同胞合體而成。
護星巨人右手裝備護星劍，神秘同胞裝備於左臂進行迴旋攻擊與迴旋投射攻擊。
Epic 13登場
【高度】44.0公尺
【寬度】42.0公尺
【厚度】25.5公尺
【重量】2800公噸
【速度】每小時450公里
【動力】1450萬馬力

### 奇蹟護星巨人
由奇蹟天鷹、四個奇蹟套首及護星巨人合体的機器人。
於劇場版「天裝戰隊護星者 EPIC ON THE MOVIE」中首次出現，後來於Epic 38中也再次登場一次。
【高度】46.5公尺
【寬度】33.5公尺（兩翼寬度：61.4公尺）
【厚度】29.5公尺
【重量】2300公噸
【速度】每小時830公里
【動力】1200萬馬力

### 護星大地
由大地雄獅、騎士同胞合體的機器人。
【高度】61.0公尺
【寬度】45.0公尺
【厚度】21.0公尺
【重量】2500公噸
【速度】每小時600公里
【動力】1400萬馬力

### 大地護星巨人
由護星巨人、護星大地合體的機器人。
【高度】65.5公尺
【寬度】59.0公尺（兩翼寬度：61.4公尺）
【厚度】31.5公尺
【重量】4800公噸
【速度】每小時550公里
【動力】2600萬馬力

### 護星終極
由天之塔的基石構成的機械人。
【高度】60.5公尺
【寬度】42.0公尺
【厚度】25.0公尺
【重量】3200公噸
【速度】每小時800公里
【動力】1800萬馬力

### 終極護星巨人
由護星巨人、護星終極合體的機器人。
【高度】57.8公尺
【寬度】63.2公尺
【厚度】44.0公尺
【重量】5500公噸
【速度】2馬赫
【動力】3000萬馬力

### 大地超霸護星巨人
由護星巨人、空族同胞、陸族同胞、海族同胞、DatasHyper以及大地雄獅、騎士同胞共有18隻套首合體的機械人。
只於劇場版「天裝戰隊護星者VS真劍者 Epic on 銀幕」中出現。
【高度】65.5公尺
【寬度】59公尺（兩翼寬度：61.4公尺）
【厚度】31.5公尺
【重量】5060公噸
【速度】每小時600公里
【動力】2600萬馬力

## 播放列表
以下時間以當地時間（日本時間）為準
| 播放日期   | 話數            | 中文標題                         | 日文標題 | 登場敵方怪人（CV）                                      | Eyecatch                                                | 關東收視率 | 編劇       | 導演       |
| ---------- | --------------- | -------------------------------- | -------- | ------------------------------------------------------- | ------------------------------------------------------- | ---------- | ---------- | ---------- |
| 2010/2/14  | epic 1          | 護星天使降臨                     |          | - （CV：宇垣秀成）                                      | 護星紅                                                  | 5.9%       | 横手美智子 | 長石多可男 |
| 2010/2/21  | epic 2          | 奇幻的護星者                     |          | - （CV：小形滿）                                        | 護星藍                                                  | 6.1%       | 横手美智子 | 長石多可男 |
| 2010/2/28  | epic 3          | 大地力量分裂                     |          | - （CV：安元洋貴）                                      | 護星黃                                                  | 5.8%       | 横手美智子 | 諸田敏     |
| 2010/3/7   | epic 4          | 天使之歌                         |          | - （CV：石野龍三）                                      | 護星粉紅                                                | 6.5%       | 横手美智子 | 諸田敏     |
| 2010/3/14  | epic 5          | 神奇的海斗                       |          | - （CV：中尾隆聖）                                      | 護星黑（CM前） 護星藍（CM後）                           | 6.6%       | 荒川稔久   | 竹本昇     |
| 2010/3/21  | epic 6          | 爆發吧・護星者                   |          | - （CV：高木涉）                                        | 護星紅                                                  | 5.6%       | 荒川稔久   | 竹本昇     |
| 2010/3/28  | epic 7          | 守護大地                         |          | - （CV：野島昭生）                                      | 護星黑                                                  | 5.7%       | 大和屋曉   | 渡邊勝也   |
| 2010/4/4   | epic 8          | 護星力暴走                       |          | - （CV：高戶靖廣）                                      | 護星紅                                                  | 5.6%       | 大和屋曉   | 渡邊勝也   |
| 2010/4/11  | epic 9          | Gotcha☆護星女孩                  |          | - （CV：野上尤加奈）                                    | 護星黃（CM前） 護星粉紅（CM後）                         | 7.6%       | 横手美智子 | 中澤祥次郎 |
| 2010/4/18  | epic 10         | 海斗的夥伴                       |          | - （CV：前野智昭）                                      | 護星藍                                                  | 6.5%       | 横手美智子 | 中澤祥次郎 |
| 2010/4/25  | epic 11         | Spark Landick Power              |          | - （CV：鹽屋浩三）                                      | 護星黃                                                  | 6.0%       | 荒川稔久   | 加藤弘之   |
| 2010/5/2   | epic 12         | 奇蹟之護星首領大集合             |          |                                                         | 護星紅                                                  | 5.7%       | 荒川稔久   | 加藤弘之   |
| 2010/5/9   | epic 13         | 奔跑吧!Mystic Runner             |          | - （CV：松本保典）                                      | 護星粉紅                                                | 5.6%       | 大和屋曉   | 竹本昇     |
| 2010/5/16  | epic 14         | 最強標籤誕生                     |          | - （CV：稻田徹）                                        | 護星黃（CM前） 護星藍（CM後）                           | 6.3%       | 大和屋曉   | 竹本昇     |
| 2010/5/23  | epic 15         | Count Down!地球的命運            |          |                                                         | 護星紅                                                  | 5.9%       | 横手美智子 | 中澤祥次郎 |
| 2010/5/30  | epic 16         | 爆發吧 阿拉塔                    |          |                                                         | 護星紅                                                  | 6.1%       | 横手美智子 | 中澤祥次郎 |
| 2010/6/6   | epic 17         | 新的敵人!幽魔獸                  |          | - （CV：長嶝高士）                                      | 護星紅                                                  | 6.7%       | 荒川稔久   | 加藤弘之   |
| 2010/6/13  | epic 18         | 把淨化地球當成宿命的騎士         |          | - （CV：若本規夫）                                      | 護星紅                                                  | 5.0%       | 荒川稔久   | 加藤弘之   |
| 2010/6/20  | epic 19         | 絕不原諒護星騎士                 |          | - （CV：大友龍三郎）                                    | 護星黑                                                  | 5.8%       | 八手三郎   | 竹本昇     |
| 2010/6/27  | epic 20         | Fall In Love護星者               |          | - （CV：森訓久）                                        | 護星紅                                                  | 5.6%       | 下山健人   | 竹本昇     |
| 2010/7/4   | epic 21         | Elegent Eri                      |          | - （CV：鈴木千尋）                                      | 護星粉紅                                                | 5.5%       | 横手美智子 | 長石多可男 |
| 2010/7/18  | epic 22         | Over The Rainbow                 |          | - （CV：森田順平）                                      | 護星紅                                                  | 6.4%       | 横手美智子 | 長石多可男 |
| 2010/7/25  | epic 23         | 燃燒吧！護星者                   |          | - （CV：勝杏里）                                        | 護星藍                                                  | 5.2%       | 荒川稔久   | 中澤祥次郎 |
| 2010/8/1   | epic 24         | 奇蹟攻擊 護星者                  |          | - （CV：松田重治）                                      | 護星紅                                                  | 5.1%       | 荒川稔久   | 中澤祥次郎 |
| 2010/8/7   | 劇場版1         | 天裝戰隊護星者 EPIC ON THE MOVIE |          | - （CV：柴田秀勝） - （CV：島田敏）                     | N/A                                                     | N/A        | 大和屋曉   | 渡邊勝也   |
| 2010/8/8   | epic 25         | 思鄉的茉內                       |          | - （CV：杉本優）                                        | 護星黃                                                  | 3.4%       | 下山健人   | 加藤弘之   |
| 2010/8/15  | epic 26         | 護星天使，爆笑！                 |          | - （CV：小倉敏博）                                      | 護星藍                                                  | 5.2%       | 下山健人   | 加藤弘之   |
| 2010/8/22  | epic 27         | 覺醒的亞久力                     |          | - （CV：松野太紀）                                      | 護星黑                                                  | 5.6%       | 横手美智子 | 竹本昇     |
| 2010/8/29  | epic 28         | 父親的寶物                       |          | - （CV：沖佳苗）                                        | 護星紅                                                  | 4.5%       | 横手美智子 | 竹本昇     |
| 2010/9/5   | epic 29         | 封印護星者                       |          |                                                         | 護星紅                                                  | 6.9%       | 横手美智子 | 中澤祥次郎 |
| 2010/9/12  | epic 30         | 浪漫的繪里                       |          | - （CV：伊丸岡篤）                                      | 護星粉紅                                                | 6.6%       | 香村純子   | 中澤祥次郎 |
| 2010/9/19  | epic 31         | 絕不放棄的護星者                 |          |                                                         | 護星紅                                                  | 5.1%       | 荒川稔久   | 加藤弘之   |
| 2010/9/26  | epic 32         | 終極的奇蹟！                     |          |                                                         | 護星紅                                                  | 5.3%       | 荒川稔久   | 加藤弘之   |
| 2010/10/3  | epic 33         | 恐怖的MATRINTIS帝國              |          | - （CV：武虎）                                          | 護星紅                                                  | 4.6%       | 八手三郎   | 渡邊勝也   |
| 2010/10/10 | epic 34         | 護星騎士的正義                   |          | - （CV：武虎）                                          | 護星紅                                                  | 5.3%       | 横手美智子 | 渡邊勝也   |
| 2010/10/17 | epic 35         | 尋找完美隊長                     |          | - （CV：千葉一伸）                                      | 護星紅                                                  | 4.8%       | 香村純子   | 中澤祥次郎 |
| 2010/10/24 | epic 36         | 奔跑吧，亞久力！                 |          | - （CV：高階俊嗣）                                      | 護星黑                                                  | 5.2%       | 石橋大助   | 中澤祥次郎 |
| 2010/10/31 | epic 37         | 興奮的茉內                       |          | - （CV：星野充昭）                                      | 護星黃                                                  | 5.2%       | 横手美智子 | 加藤弘之   |
| 2010/11/7  | epic 38         | 愛麗絲VS護星騎士                 |          |                                                         | 護星紅                                                  | 4.5%       | 横手美智子 | 加藤弘之   |
| 2010/11/14 | epic 39         | Epic‧Zero                        |          | - （CV：坂口候一）                                      | 護星紅                                                  | 5.3%       | 横手美智子 | 渡邊勝也   |
| 2010/11/21 | epic 40         | 強壯的阿拉塔                     |          | - （CV：坂口候一）                                      | 護星紅                                                  | 5.6%       | 横手美智子 | 渡邊勝也   |
| 2010/11/28 | epic 41         | 爆發！夥伴的羈絆                 |          | - （CV：山口勝平）                                      | 護星粉紅                                                | 4.7%       | 下山健人   | 鈴村展弘   |
| 2010/12/5  | epic 42         | 熱情的海斗                       |          | - （CV：宮内尊寛）                                      | 護星藍                                                  | 4.4%       | 香村純子   | 鈴村展弘   |
| 2010/12/12 | epic 43         | 帝國總攻撃                       |          | - （CV：勇吹輝）                                        | 護星紅                                                  | 5.5%       | 下山健人   | 加藤弘之   |
| 2010/12/19 | epic 44         | 究極的最終決戰                   |          |                                                         | 護星紅                                                  | 4.8%       | 下山健人   | 加藤弘之   |
| 2010/12/26 | epic 45         | 救星主誕生                       |          |                                                         | 護星紅                                                  | 4.1%       | 横手美智子 | 加藤弘之   |
| 2011/1/9   | epic 46         | 被狙擊的護星騎士                 |          | - （〈ナモノ〉CV：今村卓博、〈ガタリ〉CV：津久井教生）  | 護星黑（CM前） 護星黃（CM後）                           | 4.2%       | 横手美智子 | 渡邊勝也   |
| 2011/1/16  | epic 47         | 地球救星計畫的陷阱               |          | - （CV：江川央生）                                      | 護星紅（CM前） 護星藍（CM後）                           | 4.6%       | 横手美智子 | 渡邊勝也   |
| 2011/1/23  | epic 48         | 戰鬥吧！護星力                   |          | - （CV：家中宏）                                        | 護星粉紅（CM前） 護星紅（CM後）                         | 4.9%       | 横手美智子 | 渡邊勝也   |
| 2011/1/30  | epic 49         | 未來之戰                         |          |                                                         | 護星粉紅・護星黑・護星黃・護星藍（CM前） 護星紅（CM後） | 4.4%       | 横手美智子 | 竹本昇     |
| 2011/2/6   | epic 50         | 守護地球是天使的使命             |          | 護星紅（CM前） 護星粉紅・護星黑・護星黃・護星藍（CM後） | 4.5%                                                    |            | 横手美智子 | 竹本昇     |
| 2011/6/21  | V-cinema 特別編 | 歸來的天裝戰隊護星者 last epic   |          | - （CV：乃村健次）                                      | N/A                                                     | N/A        | 波多野都   | 長石多可男 |

## 音樂

### 主題曲
- 「天装戦隊ゴセイジャー」

作詞：吉元由美 / 作曲：YOFFY / 編曲：Project.R（籠島裕昌） / 歌：NoB (Project.R)

### 片尾曲
- 「ガッチャ☆ゴセイジャー」

作詞：藤林聖子 / 作曲：岩崎貴文 / 編曲：Project.R（大石憲一郎） / 歌：高橋秀幸 (Project.R) 、ヤング・フレッシュ
- 「ガッチャ☆ゴセイジャー TYPE 2 REMIX」

作詞：藤林聖子 / 作曲：岩崎貴文 / 編曲：Project.R（大石憲一郎） / 歌：高橋秀幸 (Project.R) 、ヤング・フレッシュ
- 「ガッチャ☆ゴセイジャー 護星天使ヴァージョン」

作詞：藤林聖子 / 作曲：岩崎貴文 / 編曲：Project.R（大石憲一郎） / 歌：ゴセイジャー&高橋秀幸、ヤング・フレッシュ

### 插曲歌
- 「降臨! ゴセイグレート」（第2 - 3・5・13・20話）

作詞：八手三郎 / 作曲、編曲：三宅一徳 / 歌：NoB （Project.R）
- 「闘え! そして糧を得よ!」（第5・11・14・27・43話）

作詞：八手三郎 / 作曲：高取ヒデアキ / 編曲：Project.R（高木洋） / 歌：高取ヒデアキ (Project.R)
- 「☆Fight☆」（第11話）

作詞：マイクスギヤマ / 作曲、編曲：岩崎貴文 / 歌：五條真由美 (Project.R)
- 「撃て! その殻を打ち破れ!」（第18話）

作詞：八手三郎 / 作曲：谷本貴義 / 編曲：Project.R（大石憲一郎） / 歌：谷本貴義 (Project.R)
- 「データスハイパー 天使と共に」（第42話）

作詞：藤林聖子 / 作曲、編曲：渡辺宙明 / 歌：MoJo
- 「フェスティバル」

作詞：八手三郎 / 作曲、編曲：池毅 / 歌：串田アキラ
- 「ゴセイナイトは許さない」（第17・19・22話）

作詞：八手三郎 / 作曲：三宅一徳 / 編曲：Project.R / 歌：宮内タカユキ
- 「ドラスティック・グランディオン」（第19・28話）

作詞：八手三郎 / 作曲：菊池俊輔 /編曲：亀山耕一郎/ 歌：水木一郎
- 「スーパーゴセイジャー」（第24 - 25話）

作詞：YOFFY / 作曲、編曲：IMAJO / 編曲：Project.R（大石憲一郎） / 歌：サイキックラバー (Project.R)
- 「夢 Dream」（第30話）

作詞：八手三郎 / 作曲・演奏：IMAJO / 歌：和田慎太郎
- 「ゴセイアルティメット〜希望の樹の華」（第32・37話）

作詞：八手三郎 / 作曲：NoB / 編曲：Project.R（籠島裕昌） / 歌：NoB (Project.R)
- 「Over The Rainbow」

作詞：八手三郎 / 作曲：鈴木盛広 / 編曲：Project.R / 歌：ゴセイジャー（千葉雄大、さとう里香、浜尾京介、にわみきほ、小野健斗）

## 其他相關媒體

### 劇場版
- 《侍戰隊真劍者VS轟音者 銀幕BANG!!》

本作為《侍戰隊真劍者》與《炎神戰隊轟音者》的VS劇場版，亦是《超級戰隊祭》的第二部作品，護星者五人於本作先行登場，2010年1月30日上映。
- 《天裝戰隊護星者 EPIC ON THE MOVIE》

本作的獨立劇場版，2010年8月7日上映。
- 《天裝戰隊護星者VS真劍者 Epic on 銀幕》

本作與《侍戰隊真劍者》的VS劇場版，亦是本作的第一部VS劇場版，本作亦是《超級戰隊祭》的第三部作品，2011年1月22日上映。
- 《豪快者 護星者 超級戰隊199英雄大決戰》

本作與第35支超級戰隊《海賊戰隊豪快者》成員包括圍繞著傳說的《超級戰隊成員》全部199位戰士的故事，為《超級戰隊系列》「第35部紀念作品」2011年6月11日上映。

### 特別版
- 《讲谈社特別DVD 天裝戰隊護星者 Gotcha☆Miracle!總集篇!!》

### 電視特輯
- 《海賊戰隊豪快者》第50話，天知秀一郎登場。

## 製作團隊
- 原作：八手三郎
- 連載：テレビマガジン、てれびくん
- 製作人：佐々木基（tv asahi）、日笠淳、若松豪、大森敬仁（東映）、矢田晃一、深田明宏（東映エージェンシー）
- 劇本：横手美智子、荒川稔久等人
- 導演：長石多可男、諸田敏等人
- 特攝導演：佛田洋（特撮研究所）
- 音樂：三宅一德
- 攝影：松村文雄ほか
- 角色設計：酉澤安施
- 輔助導演：渡辺勝也
- 副導演：荒川史絵
- MA・選曲：宮葉勝行
- 總監：谷口正洋
- 副總監：青柳夕子
- 武術導演：石垣広文（ジャパンアクションエンタープライズ）
- 製作：tv asahi、東映、東映エージェンシー

## 超級英雄時間相關條目
- 2010春《假面騎士W》（第22-49集）
- 2010秋《假面騎士OOO》（第1-21集）

## 外部連結
- 天裝戰隊護星者－朝日官方網站（日文）（页面存档备份，存于）
- 天裝戰隊護星者－東映官方網站（日文）（页面存档备份，存于）